# Roger Caillois
Roger Caillois (Reims, 3 de marzo de 1913-Le Kremlin-Bicêtre, 21 de diciembre de 1978) fue un escritor, sociólogo y crítico literario francés.

## Biografía
Realizó sus estudios superiores en París. En 1927 traba amistad con los componentes del grupo literario Le Grand Jeu (entre otros, René Daumal y Roger Gilbert-Lecomte), a través de los cuales descubre la obra de Arthur Rimbaud, el Conde de Lautréamont y Saint-John Perse. En 1932 ingresa en el grupo surrealista, movimiento que considera «el equivalente contemporáneo del romanticismo». En 1933 entra en la École Pratique des Hautes Études, donde estudia sociología de la religión con Marcel Mauss y mitología comparada con Georges Dumézil. En diciembre de 1934 decide abandonar el surrealismo.
También en 1934 conoce a Gaston Bachelard y Georges Bataille. Junto a éste y Michel Leiris funda en 1937 el Collège de Sociologie, un grupo de intelectuales que intenta llevar las preocupaciones surrealistas a un nivel científico y denunciar la vaciedad ideológica del totalitarismo nazi y soviético. Ese mismo año finaliza su tesis doctoral, dedicada a los demonios del mediodía. 
Invitado a Buenos Aires por Victoria Ocampo en 1939, permanece en Argentina durante la Segunda Guerra Mundial. Vive durante cuatro años en la casa de Ocampo, la Villa Ocampo. Durante su estancia se dedica a combatir el nazismo mediante la publicación de diversos escritos. La relación con Ocampo, apasionada en un primer momento, deja paso a una amistad duradera. En 1941 contrae matrimonio con Yvette Billod. 
Tras regresar a Francia en 1945, desarrolla la colección «La Croix del Sud», especializada en la literatura sudamericana, y traduce al francés obras de Jorge Luis Borges, Alejo Carpentier, Gabriela Mistral, Antonio Porchia y Pablo Neruda. Entre 1948 y 1971 es alto funcionario de la Unesco. En 1957 se casa con Alena Vichrova. En 1971 ingresa en la Academia francesa.

## Obra

### Temas característicos
La obra de Caillois, principalmente ensayística, presenta un pensamiento en constante evolución, influido especialmente por Marcel Mauss, Rudolf Otto, el surrealismo y Georges Bataille.
- En sus primeras obras intenta dotar al imaginario surrealista de un fundamento científico. Así, en «La mantis religiosa: de la biología al psicoanálisis» (Minotaure, vol. 5, 1934) relaciona a este insecto con la mujer fatal, afirmando que esta figura sólo puede comprenderse desde la «biología comparada». En «Mimetismo y psicastenia legendaria» (Minotaure, vol. 7, 1935) da una interpretación novedosa del mimetismo de los insectos: niega que se trate de una estrategia defensiva y, en cambio, lo interpreta como la manifestación de un instinto de abandono, una tendencia a la despersonalización y la confusión con el medio que va unida a una pérdida de vitalidad. El mimetismo, la magia homeopática, la asociación de ideas afines (a través de la comparación y la metáfora), la psicastenia y la esquizofrenia serían manifestaciones ligadas entre sí de esta tendencia.

- Durante la etapa del Collège de Sociologie, Caillois, muy influido por Bataille, examina en El hombre y lo sagrado (1939) el problema de lo sagrado, que considera fuente de la cohesión social. A su entender, lo sagrado posee dos polos opuestos y complementarios: lo sagrado como respeto de la norma (que rige durante la mayor parte del tiempo) y lo sagrado como transgresión (privativo del Carnaval y otros períodos festivos, pero también de la guerra, que puede considerarse una «fiesta negra»). El descrédito moderno de lo sagrado ha originado el desorden social, caldo de cultivo del totalitarismo. Dado que resulta imposible devolver a la sociedad en su conjunto esta dimensión perdida, Caillois y Bataille proponen la constitución de comunidades restringidas de intelectuales que tomen como modelo las sociedades secretas. Sin embargo, Caillois nunca llega a entrar en Acéphale, la sociedad secreta creada por Bataille para hacer realidad esta propuesta.

- Durante la Guerra, Caillois toma partido por la civilización frente a la barbarie nazi, oponiendo el ideal de Atenas (que subordina las virtudes militares a las civiles) al de Esparta (en el que los valores militares se constituyen en un fin por sí mismos). Defiende la verdadera democracia como una meritocracia que produce élites capaces de gobernar sabiamente la república, mientras que la democracia francesa de su época había aupado al poder a políticos como Léon Blum, a su juicio, incapaces de ofrecer resistencia al totalitarismo.[cita requerida]

- En los primeros años de la posguerra, Caillois defiende el clasicismo, una concepción del arte en que éste expresa el equilibrio perfecto y paradójico entre la búsqueda individual del artista (que le lleva a aislarse de su entorno social, desinteresándose del éxito) y las necesidades profundas de la sociedad, que antes o después acepta y celebra la obra de arte genuina, reconociéndose en ella.

- En los años 50 Caillois contribuye al desarrollo de los estudios sobre los juegos con su obra Los juegos y los hombres (1958), donde propone una clasificación en cuatro categorías, según el elemento que predomine en ellos: la competencia (agón), el azar (alea), el simulacro (mimicry) o el vértigo (ilinx). Ejemplos de estas categorías son, respectivamente, el fútbol, la lotería, el jugar «a los piratas» y el dejarse caer rodando por una ladera.

- Con su Antología de lo fantástico (1958), en la que reivindica al conde polaco Jan Potocki, Caillois hace una aportación importante a los estudios sobre el tema, estableciendo una oposición entre lo maravilloso y lo fantástico. En la literatura maravillosa (por ejemplo, los cuentos de hadas) el lector acepta un mundo distinto al nuestro, con distintas reglas; en la literatura fantástica, un elemento incongruente se introduce en nuestro mundo, causando terror y sorpresa.

- En los años 60 y 70, inspirándose en Karl Popper, arremete contra el marxismo, el psicoanálisis y el estructuralismo de Claude Lévi-Strauss, que a su juicio tienen en común el hecho de presentarse como ciencias cuando en realidad se basan en premisas imposibles de falsar. Así, un psicoanalista típico responde a los ataques que recibe la teoría freudiana como «resistencias» de un enfermo que se niega a aceptar su dolencia; de esa manera, blinda sus creencias contra toda crítica razonada. Del mismo modo, un marxista descalifica cualquier ataque a sus principios como una manifestación de intereses contrarrevolucionarios.

- En sus últimos años Caillois analizó en El río Alfeo y La escritura de las piedras la relación que parece existir entre las formas complejas del mundo mineral y las figuras del imaginario humano. Retoma así una de las preocupaciones de Baudelaire y el surrealismo: la búsqueda de correspondencias entre la Naturaleza y el pensamiento humano. Dado que el mundo es finito, las cosas se repiten, combinan y solapan, creando patrones reconocibles en ámbitos diversos. La poesía es para Caillois, en esta etapa final, «la ciencia de las redundancias».[6]

### Selección de trabajos
Entre su extensa obra destacan:
- El mito y el hombre (1938)
- El hombre y lo sagrado (1939)
- Sociología de la novela (1942)
- Ensayo sobre el espíritu de las sectas (1943)
- Las imposturas de la poesía (1945)
- La roca de Sísifo (1946)
- Vocabulario estético (1946)
- Babel, orgullo, confusión y ruina de la literatura (1948)
- La poética de Saint-John Perse (1950)
- Descripción del marxismo (1950)
- Cuatro ensayos de sociología contemporánea (1951)
- La incertidumbre que nos dejan los sueños (1956)
- Los juegos y los hombres: la máscara y el vértigo (1958)
- Antología del cuento fantástico: 60 cuentos de terror (1958)
- Medusa y Cía: pintura, camuflaje, disfraz y fascinación en la naturaleza y el hombre (1960)
- Poncio Pilatos: el dilema del poder (1961)
- Poder del sueño (Club français du Livre, 1962; Ediciones Atalanta, 2020)[9][10][11][12][13][14][15][16][17][18][19][20][21]
- Estética generalizada (1962)
- El mimetismo animal (1963)
- La cuesta de la guerra (1963)
- Instintos y sociedad (1964)
- En el corazón de lo fantástico (1965)
- Imágenes, imágenes... Sobre los poderes de la imaginación (1966)
- Piedras (1966)
- La escritura de las piedras (1970)
- La mitología del pulpo. Ensayos sobre la lógica de lo imaginario (1973)
- La disimetría (1973)
- Acercamientos a lo imaginario (1974)
- El río Alfeo (1978)

## Posteridad
En 1988 parte de los 2000 minerales de la colección de Roger Caillois fueron transferidos por donación al Museo Nacional de Historia Natural de Francia; se exhibe en la galería de mineralogía.

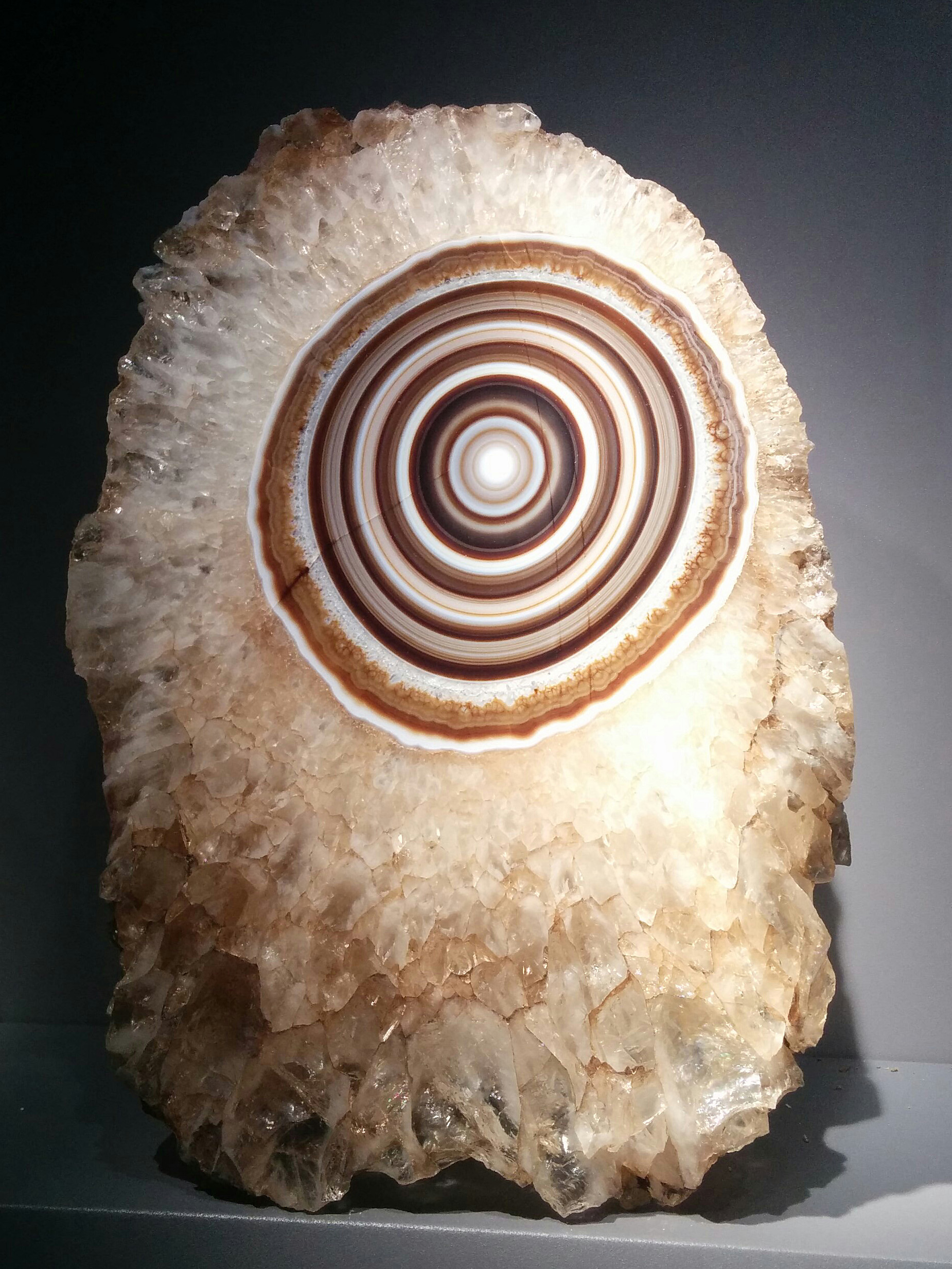
Cuarzo de Uruguay.
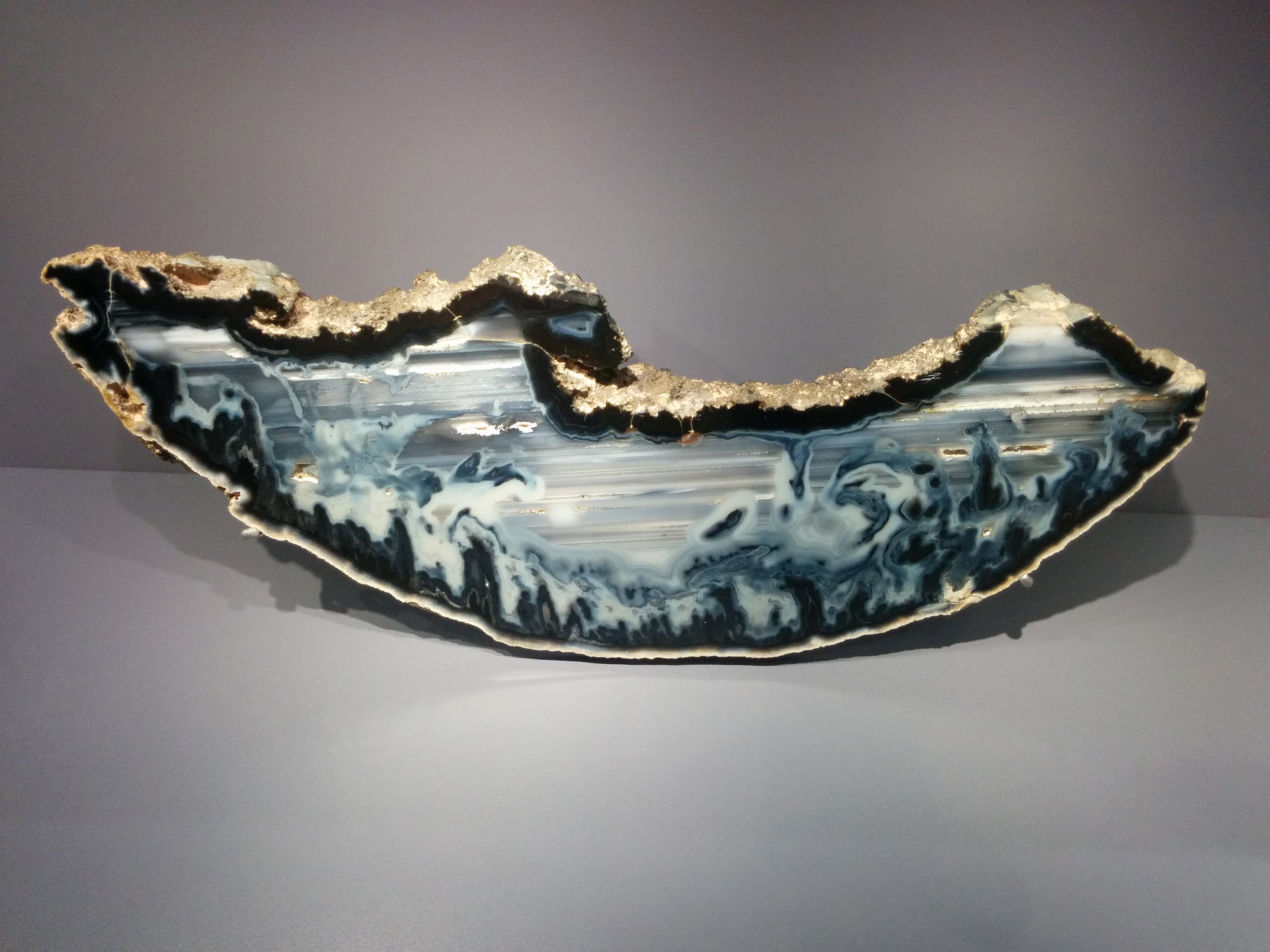
Ágata de cuarzo "El barco".
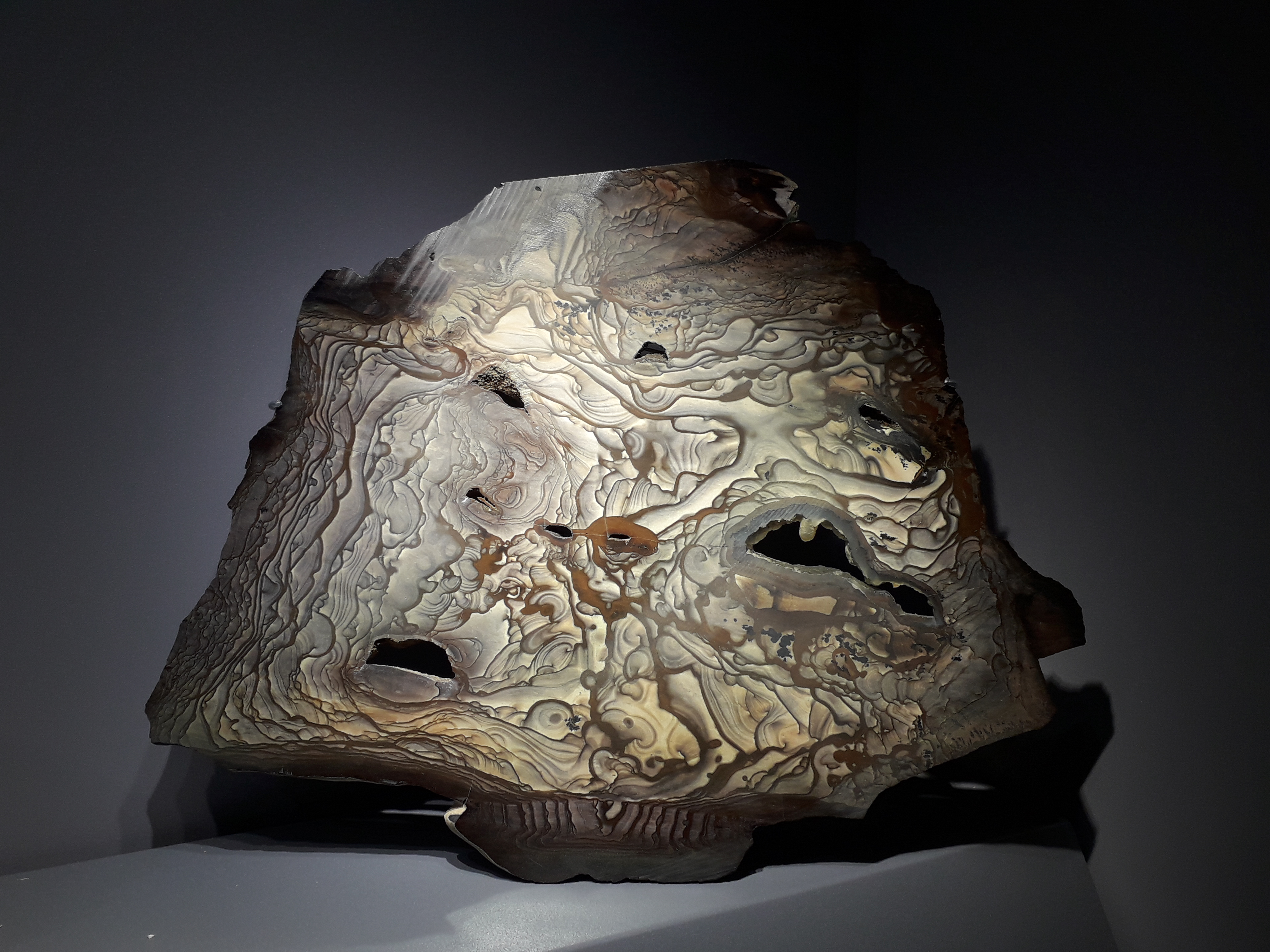
Cuarzo jaspe conocido como "máscara griega".
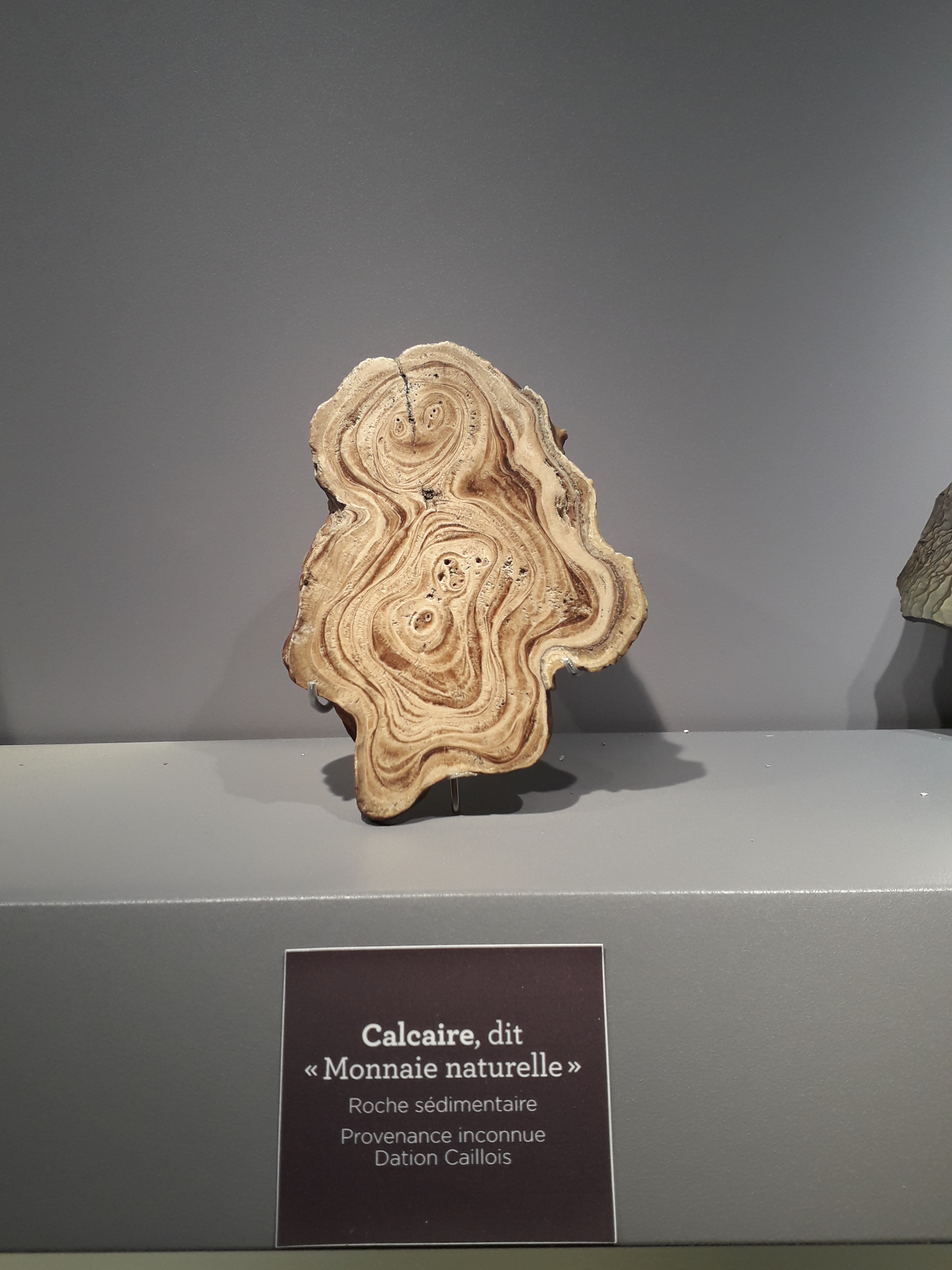
Caliza conocida como "moneda natural".

## Edición en castellano
- Zuo Qiuming, Lie Zi, Zhuangzi, Shen Jiji, Li Gongzuo, Bo Xingjian, Shen Yazhi, Su Shi, Pu Songling, Cao Xueqin, Apuleyo, Prosper Mérimée, Edgar Allan Poe, Théophile Gautier, Ambrose Bierce, Ksaver Šandor Gjalski, Jean Lorrain, Rudyard Kipling, H. G. Wells, Oliver Onions, W. Somerset Maugham, Bruno Schulz, Vladimir Nabokov, Louis Golding, Henry Kuttner y C. L. Moore, Luisa Mercedes Levinson, Jorge Luis Borges, Julio Cortázar y Bernard Groethuysen (2020, 2024). Poder del sueño. Relatos antiguos y modernos reunidos y presentados por Roger Caillois. Traducción Mauro Armiño, Rubén Martín Giráldez, Inga Pellisa, Amelia Pérez de Villar, Dubravka Suznjnevic y otros, colección Ars brevis, cartoné (Segunda edición). Atalanta. ISBN 978-84-120743-8-3.
- Los demonios del mediodía. Siruela. 2020. ISBN 978-84-18245-99-2.
- Instintos y sociedad. Seix Barral. 2017. ISBN 978-92-0-329566-6.
- Piedras. Siruela. 2016. ISBN 978-84-16465-97-2.
- El hombre y lo sagrado. Fce. 2014. ISBN 978-968-16-8181-4.
- Jorge Luis Borges y otros textos sudamericanos. Universidad Diego Portales. 2012. ISBN 978-956-314-173-3.
- Acercamientos a lo imaginario. Fce. 2010. ISBN 978-968-16-3224-3.
- Los juegos y los hombres: la máscara y el vértigo. Fce. 2010. ISBN 978-968-16-2481-1.
- El mito y el hombre. Fce. 2007. ISBN 978-968-16-4021-7.
- Poética St. John Perse. Editorial Dilema. 2004. ISBN 978-84-96079-42-7.
- Poncio Pilatos. El dilema del poder. Editora y Distribuidora Hispano Americana. 2004. ISBN 978-84-350-0608-8.

- Datos: Q430765
- Multimedia: Roger Caillois / Q430765